# Keini cshühjang
A Keini cshühjang (hangul: 개인의 취향, RR: Gaeinui chwihyang), angol címén Personal Taste, alternatív angol címén Personal Preference, az MBC által 2010-ben vetített dél-koreai televíziós sorozat I Minho és Szon Jedzsin főszereplésével. A sorozat I Szein (이새인) azonos című regénye alapján készült, melyben egy bútortervezőnő összeköltözik egy építésszel, abban a hitben, hogy a férfi homoszexuális. A sorozat Koreában átlagos nézettségű volt, ennek ellenére több külföldi televíziótársaság is megvette: Japánban, Kínában, Hongkongban, Tajvanon, a Fülöp-szigeteken és Thaiföldön is vetítették.

## Történet
Pak Kein bútortervezéssel foglalkozik, édesapja híres építész. Kein nem igazán nőies alkat, feledékeny, imád enni, kényelmes tréninruhákban szeret járni, nem foglalkozik a külsejével, rendetlen, ügyetlen, naiv és egyáltalán nem felel meg a koreai szépségideálnak. Egyedül lakik az édesapja által tervezett, Szanggodzse (상고재) nevű modern hanokban. Szerelme, Han Cshangnjol építész, aki azonban durva játékot űz a lánnyal: Kein legjobb barátnőjét, Inhit akarja feleségül venni, és erre Kein csak az esküvő napján döbben rá.
A véletlen folytán Kein összeakad egy másik fiatal építésszel, Cson Dzsinhóval, aki Cshangnjol legnagyobb riválisa. Cshangnjol apja korábban kisemmizte Dzsinho családját, ezért a férfi igyekszik építészi tehetségét kihasználva visszaszerezni, amit elvettek tőle. Egy neves galéria új épületének tervére mindkét férfi cége pályázik, csahogy Cshangnjolék cége jóval nagyobb és ismertebb, apja befolyásos és kapcsolatai árán bármit elér. A galéria igazgatója, Cshö Dobin nagy rajongója a Szanggodzse hanoknak, ezért koncepciónak a házat jelöli meg. Dzsinho, amikor rádöbben, hogy Kein a hanokot tervező építész lánya, megpróbál hozzá közelebb férkőzni, hogy megnézhesse magának a hanokot, ahová idegenek nem léphetnek be.
Miután Kein anyagi gondokkal küzd, úgy dönt, kiadja a hanok egyik szobáját. Egy félreértés következtében Kein úgy hiszi, Dzsinho homoszexuális, ezért nyugodt szívvel felveszi a férfit társbérlőnek, aki kapva kap az alkalmon, hogy közelebb juthasson a híres ház tervezési titkaihoz. Csakhogy az együttélés során, amikor is Dzsinhónak tettetnie kell, hogy meleg, számos olyan szituációba keverednek, ami érzelmileg közel hozza egymáshoz őket. A nőnek lassan rá kell ébrednie, hogy beleszeretett „meleg” lakótársába, miközben Dzsinho egyaránt küzd a lány iránti érzéseivel, a valódi szexuális irányultsága eltitkolásából fakadó nehézségekkel és a bűntudattal, hogy többszörösen becsapja a nőt. Közben egyéb bonyodalmakba is keveredik, a galéria igazgatója ugyanis valóban homoszexuális, és a Dzsinhót övező pletykák kapcsán érdeklődni kezd a jóképű, fess építész iránt.

## Szereplők
- 박개인 Pak Kein: Szon Jedzsin
- 전진호 Cson Dzsinho: I Minho
- 한창렬 Han Cshangnjol: Kim Dzsiszok
- 김인희 Kim Inhi: Vang Dzsihje
- 최도빈 Cshö Dobin: 류승룡 Lju Szungnjong

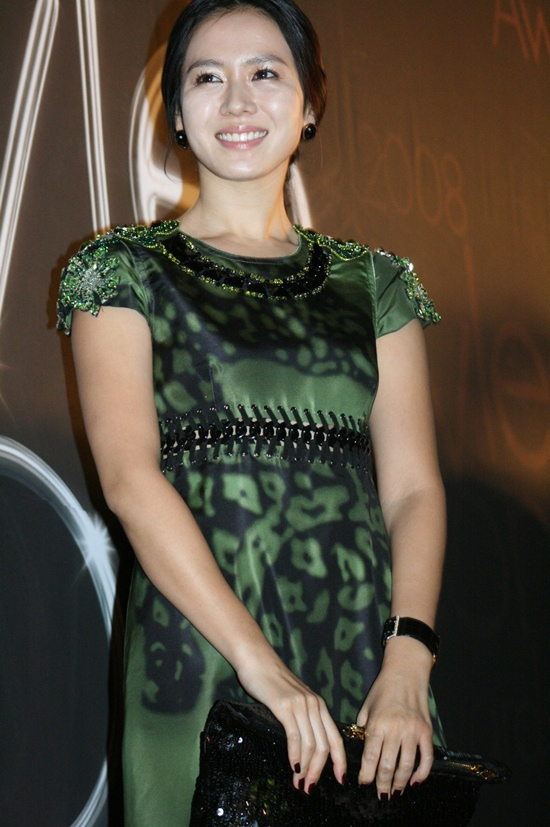
Szon Jedzsin
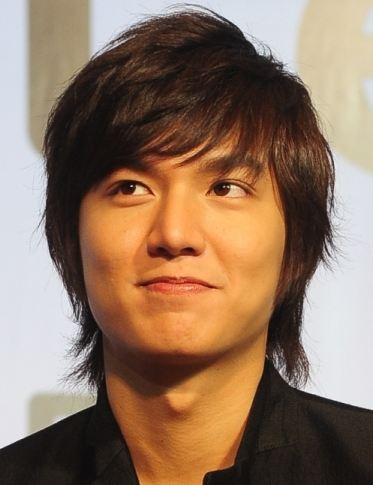
I Minho
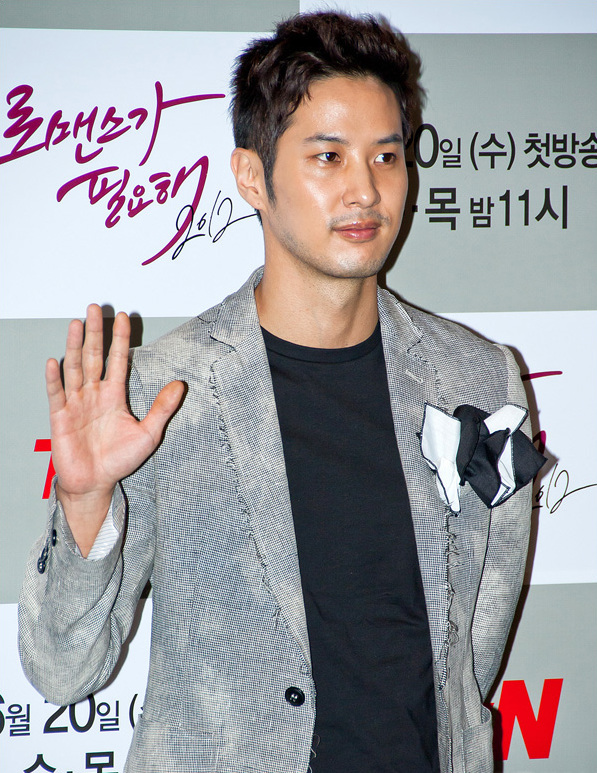
Kim Dzsiszok
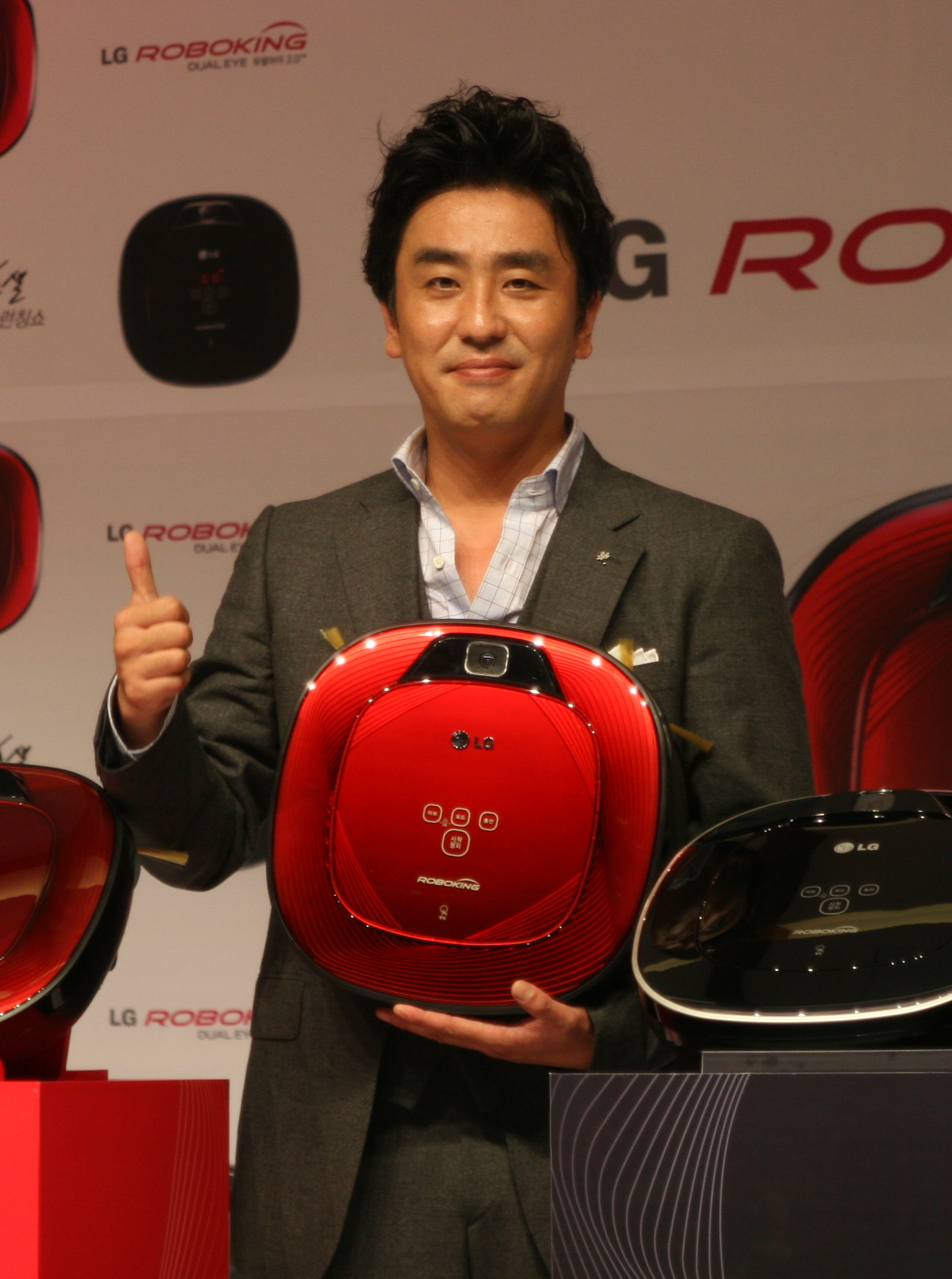
Lju Szungnjong

## Építészet
A sorozat egyik szponzora a Design and Arts Arcadia of Myungseung volt, a történet szerint ennek a kulturális központnak az építészeti terveit kell a versengő építészeknek elkészíteni.
A sorozat középpontjában álló és fő helyszíneként szolgáló Szanggodzse hanok valódi neve Lakkodzse (락고재), amely Szöul Csongno kerületében, az úgynevezett Pukcshon hanokfaluban (북촌한옥마을) található panzió.

## Díjak és elismerések
- 2010 MBC Drama Awards: Kiválóság-díj (I Minho)[12]
- 2010 GyaO! Awards (Japán): Legjobb külföldi sorozat[13]